# اتوبوس قرمز
اتوبوس قرمز نام اولینآلبوم استودیویی گروه  بمرانی است که در خرداد ۱۳۹۳ منتشر شد. اتوبوس قرمز فضایی پر هیاهو دارد و تنها آلبوم بمرانی است که مشخصا برای مخاطب کودک و نوجوان ساخته شده 

## سبک
با وجود اینکه اتوبوس قرمز آلبومی مخصوص کودکان و نوجوانان است اما آنطور که بمرانی پیشنهاد می‌کند اشعار آلبوم طوری نوشته شده است که برای بزرگسالان نیز جذابیت داشته باشد. سبک آلبوم تلفیقی از موسیقی پرهیاهوی بلوز، کانتری و فانک است که پیشتر به درخواست نشر چکه ساخته شده بود.
روی جلد آلبوم نوشته شده برای ۳ تا ۳۰۰ ساله‌ها که اشاره‌ای به فراگیر بودن مخاطبان دارد.

## لیست آهنگ‌ها
| شماره      | نام            | مدت   |
| ---------- | -------------- | ----- |
| ۱.         | «خانه بازی»    | ۳:۰۷  |
| ۲.         | «ماشین بازی»   | ۳:۰۶  |
| ۳.         | «پارک بازی»    | ۲:۲۳  |
| ۴.         | «دریا بازی»    | ۳:۱۱  |
| ۵.         | «سه چرخه بازی» | ۳:۵۵  |
| ۶.         | «اتوبوس قرمز»  | ۳:۳۸  |
| ۷.         | «سیرک»         | ۴:۰۴  |
| ۸.         | «دودو اسکاچی»  | ۳:۵۳  |
| مجموع مدت: | مجموع مدت:     | ۳۱:۴۲ |

## نوازنده‌ها

### بمرانی
- بهزاد عمرانی - خواننده، گیتار ریتم
- مانی مزکی - سازدهنی
- جهانیار قربانی - گیتار الکتریک
- آرش عمرانی - پیانو، کیبورد
- کیارش عمرانی - گیتار بیس
- آبتین یغماییان - درامز,کاخن

### دیگران
- سارا احمدیه - هم‌خوانان
- نسترن نیک آیین - هم‌خوانان
- آیدا شادمان - هم‌خوانان
- حسین شیخ الاسلامی - تهیه‌کننده
- کاوه عابدین - میکس
- سارا طیب‌زاده - طراح جلد